# Жандар се жени
Жандар се жени (фр. Le gendarme se marie) наставак је францускe филмскe комедије Жандар у Њујорку, редитеља Жана Жироа са Лујом де Финесом у главној улози. То је трећи из серијала од шест филмова у којем Де Финес глуми жандара Лудовика Кришеа.

## Радња
Коњички подофицир Лудовик Кришо, његов верни помоћник Жером Жербер и колеге Берлико, Трикар, Мерло и Фугас организују целодневна дежурства како би доскочили неодговорне возаче. Кад Кришо напокон помисли да је стао на крај једном од њих, испостави се да је власница аутомобила атрактивна удовица Жозефа у коју се очарани жандар заљуби до ушију, али његова ћерка не воли будућу маћеху. Одлучна је у намери да спречи венчање свим средствима која су потребна.

## Улоге
| Глумац          | Улога                             |
| --------------- | --------------------------------- |
| Луј де Финес    | полицијски наредник Лудовик Кришо |
| Женевјев Град   | Никол Кришо                       |
| Мишел Галабри   | заменик Жером Жербер              |
| Жан Лефевр      | жандар Лисјен Фугас               |
| Кристијан Марен | жандар Албер Мерло                |
| Мишел Модо      | жандар Жил Берлико                |
| Клод Женсак     | Жозефа Кришо                      |

## Гледаност
Филм је постигао велики успех 1968. године са више од 6 милиона гледалаца у позориштима.